# Lake Camelot
Lake Camelot – jednostka osadnicza w Stanach Zjednoczonych, w stanie Illinois, w hrabstwie Peoria.